# パルスア

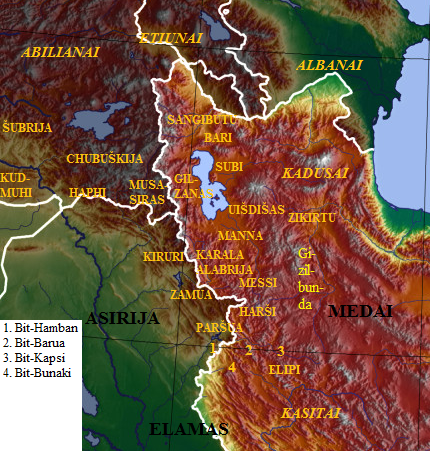
パルスア（PARSUA）は地図中央から半分ほど南下した、ザムアとエリピの中間（1の直上）に位置している

パルスア（Parsua、初期の表記はParsuashまたはParsumash）は、古代のイラン西部に存在した部族王国/首長国。紀元前860年から紀元前600年まで、ザグロス山脈の中央部、ザムア（旧称：ルルビ）とエリピの間に位置し、サナンダジュの南西に位置していた。パルスアとは、古代ペルシア語のParsavaに由来する言葉で、原義は「国境」や「国境地帯(辺境)」だと推定されている。
パルスアは、南東に位置するペルシス（現在イランのファールス州として知られている）とは異なる。いくつかの報告は、アケメネス朝の祖先であるテイスペス（アケメネスの息子）はパルスアからペルシス（もとはエラム人の中心都市アンシャンの所在地）への移住を主導したことを示唆している。
紀元前一千年紀の前半から主にアッシリアの記録に登場している。
この地には多数の小王国が存在し、それぞれに王がいた。
アッシリア王シャルマネセル3世（紀元前858年-紀元前824年）の碑文によれば、紀元前843年のディヤーラー川の源流域とザグロス山脈の中の地域への彼の軍事遠征によって、パルスアの国土と都市は破壊された。次に紀元前835年に、同じ地域にもう一度遠征していた際に、27人のパルスアの王達が、自発的にシャルマネセル3世に貢納してきた。紀元前828年には、アッシリアの将軍（タルタン）ダヤン・アッシュール（Dajan-Aššur）がパルスアの地での戦争を指揮していた時に、多数の王達が貢納を申し出た。この王達の都市はいずれも、申し出を却下した将軍によって占領され略奪された。翌年、ダヤン・アッシュールは再度パルスアに遠征して、城塞都市のPusztu、Shalahaman、Kinihamanを含む多数の都市を占領し破壊した。シャルマネセル3世の息子で後継王のシャムシ・アダド5世（紀元前823年-紀元前811年）は、彼の3度目の巡幸でナイリの地に行った際に、パルスアの使節から貢納を受けた。